# Ferrieria echinata
Genre
Synonymes
- Terupis Simon, 1904

Espèce
Synonymes
- Terupis bicolor Simon, 1904

Ferrieria echinata, unique représentant du genre Ferrieria, est une espèce d'araignées aranéomorphes de la famille des Anyphaenidae.

## Distribution
Cette espèce se rencontre au Chili dans les régions du Maule, du Biobío, d'Araucanie, des Lacs et d'Aisén et en Argentine dans l'ouest de la province de Neuquén et la province de Chubut,,.

## Description
Le mâle décrit par Ramírez en 1997 mesure 3,7 mm et la femelle 3,1 mm, les mâles mesurent de 3,2 à 3,7 mm et les femelles de 2,9 à 3,5 mm.

## Publication originale
- Tullgren, 1901 : Contribution to the knowledge of the spider fauna of the Magellan Territories. Svenska Expeditionen till Magellansländerna, vol. 2, no 10, p. 181-263.